# راه‌انداز بالادست
راه‌انداز بالادست گونه‌ای ساماندهندهٔ همسو می‌باشد. راه‌انداز بالادست جدا از برانگیزنده است و بیان ژن را افزایش می‌دهد.
با به‌کارگیری ویژگی راه‌انداز بالادست در پیوند آن با پروتئینی به نام گال۴ (به انگلیسی:GAL4)، یک روش کار آزمایشگاهی ساخته شده‌است که به آن روش راه‌انداز-گال۴ می‌گویند. این روش کار در آزمایشهای ژنتیکی با مگس سرکه کارایی بسیاری دارد.